# Гордана Йович-Стойковска
Гордана Йович-Стойковска (на сръбски: Гордана Јовић Стојковска или Gordana Jović Stojkovska; на македонска литературна норма: Гордана Јовиќ-Стојковска) е сръбска и северномакедонска писателка, преводачка и литературна критичка, творяща на сръбски език и на македонска литературна норма.

## Биография
Родена е на 22 септември 1961 година в град Гърделица, община Лесковац (сега в Ябланишки окръг), СР Сърбия, СФР Югославия. Завършва основно и средно образование в родния си град. Заминава за Скопие, където следва в Биологическия факултет на Скопския университет.
Установява се да живее и твори в Скопие. Литературната си кариера започва в младежките си години, като публикува в юношески списания за култура в тогавашна Югославия. Издава първата си книга с поезия на македонска литературна норма със заглавие „Noctambulissmus“, която печели югославския конкурс за дебютна книга на Книжовния клуб в Куманово. Печели също и стружката награда „Млада Струга“ в 1989 година.
От края на същата година е председател на организацията „Книжовна младеж на Македония“. В периода до 2002 година чрез организацията тя промотира дебютантските изяви на по-късно утвърдени млади писатели, установява контакти и започва сътрудничества с водещи автори от България, Кипър, Турция, Русия, поддържа непрекъснато сътрудничество с писатели от бивша Югославия.
В периода от 1990 до 1994 година работи в Македонската радио-телевизия като сценаристка, където реализира много детски предавания, включително първите детски игрални филми в Северна Македония на турски език като „Спомени“ и поредицата „Деца на Македония“.
Активно се занимава с литературна критика и утвърждаване на сръбската литература в Северна Македония и обратно, популяризира съвременната северномакедонска литература в България. Чрез програмата „Изток-Изток“ на „Отворено общество Македония“ тя организира конференции в областта на културната идентификация, в които участват страните от Югоизточна Европа. Участва в организирането на почти всички важни литературни събития в Скопие по онова време и си сътрудничи с много списания, международни издания и други.
След прекратяването на финансиранетп на организацията „Книжовна младеж на Македония“ тя работи като писателка на свободна практика, а след това и като редактор на списания.
Членка е на Дружеството на писателите на Македония и на Съюза на писателите на Сърбия. От 2010 година е председателка на организацията „Сръбска общност в Македония“.
Превела е известни романи от сръбски език на македонска литературна норма и обратно.

## Творби
- Noctambulissmus – поезия, Куманово 1988
- Поме|у – поезия, Студентски збор, Скопје 1990
- Сонкобија – раскази, Студентски збор, Скопје 1991
- … - роман, Култура, Скопје 1994
- Боја на безвремето – роман, Штрк, Скопје 1996
- Мостување – поема, Нушиќ, Скопје1999, превод на английски
- Последниот таласон – роман, Три, Скопје 2003
- Тајна на тринаесетиот знак – роман, Три, Скопје 2006
- Очи пуне чипке – роман, УСЗМ, Скопје 2008
- Ѕидање на сонцето - роман, 2011
- Речник на јужнословенска митологија, Три, Скопје 2004
- Српско - македонскиот речник, Слово љубве, Скопје, 2014

Всичките ѝ романи са публикувани на сръбски език и на македонска литературна норма, произведенията ѝ са преведени на няколко чужди езика и са включени в няколко антологии. За своя литературен принос Йович-Стойковска получава няколко значими награди, сред които са „Млада Струга“, Златна значка на Културно-просветната общност на Сърбия и „Всеславянско признание – Беларус“.